# جون بول (لاعب كرة قدم)
جون بول (بالإنجليزية: John Poole)‏ (1892 في المملكة المتحدة - 21 مارس 1967 في المملكة المتحدة) هو مدرب كرة قدم ولاعب كرة قدم بريطاني (وحمل سابقاً جنسية المملكة المتحدة لبريطانيا العظمى وأيرلندا) في مركز الدفاع. لعب مع برادفورد سيتي ونادي سندرلاند ونوتينغهام فورست وساتون يونايتد.